# Росоман (Болгарія)
Росома́н (болг. Росоман) — село в Софійській області Болгарії. Входить до складу общини Божуриште.

## Населення
За даними перепису населення 2011 року у селі проживали 29 осіб, з них 23 особи (95,8%) — болгари.
Розподіл населення за віком у 2011 році:
Динаміка населення: